# NO, Thank You!
NO, Thank You! (ノー, サンキュー!, Nō, Sankyū!, Não, Obrigado!) é um single lançado pela banda Ho-kago Tea Time. A música tema do single foi utilizada no segundo encerramento da segunda temporada do anime K-ON!. O single com vocal principal da personagem Mio Akiyama (Yoko Hikasa), possuiu ao todo 4 músicas. Sendo elas "NO, Thank You!" e "Girls in Wonderland" acompanhadas de suas versões instrumentais. Como na maioria dos singles lançados pela banda, foram lançadas duas versões do single, uma edição regular e outra limitada. O contéudo do CD não se modifica, apenas as capas internas e externas são diferentes. Em sua primeira semana o single vendeu aproximadamente 87,400 mil cópias, e se classificou em segundo lugar no rank da Oricon. O single localizou-se na 47° posição no TOP 100 Singles da Oricon em 2010 vendendo aproximadamente 133,922 mil cópias (O "TOP 100 Singles 2010" foi avaliado de 21 de dezembro de 2009 até 26 de dezembro de 2010)  A duração aproximada do single é de 15 minutos e 38 segundos. Foi lançado no mesmo dia o single Utauyo!!MIRACLE que é tema da segunda abertura da segunda temporada do anime.

## Lista de Faixas

Capa da Edição Regular

| #  | Nome da Faixa                      | Duração |
| -- | ---------------------------------- | ------- |
| 01 | NO, Thank You!                     | 4:17    |
| 02 | Girls in Wonderland                | 3:34    |
| 03 | NO, Thank You! (Instrumental)      | 4:16    |
| 04 | Girls in Wonderland (Instrumental) | 3:41    |

## Informações
Letra
Omori Shoko
Música
Maesawa Hiroyuki
Arranjo musical
Komori Shigeo
Gravadora
Pony Canyon
Número de Catálogo
PCCG-70079 (Edição Limitada)
PCCG-70080 (Edição Regular)